# Homalomena robusta
Homalomena robusta är en kallaväxtart som beskrevs av Adolf Engler och Kurt Krause. Homalomena robusta ingår i släktet Homalomena och familjen kallaväxter. Inga underarter finns listade.